# Partido Agrario-Laborista
El Partido Agrario-Laborista (農民労働党 Nōmin-rōdō-tō?) fue un partido político de cortísima duración en Japón durante la era Taisho. El partido fue el primero de los partidos proletarios que surgieron en el país después de la promulgación de la Ley de Sufragio Universal de 1925. El partido fue prohibido por el gobierno japonés pocas horas después de su fundación.

## Preparación
El proceso para fundar tal partido proletario había sido iniciado por la Unión Campesina de Japón. Intentó reunir a todas las partes del movimiento obrero en el país detrás de un partido político. El proceso preparatorio duró varios meses. En junio de 1925, la Unión Campesina de Japón envió invitaciones para formar el Consejo Preparatorio del Partido Proletario. Pronto, alrededor de mil personas se habían alistado en el Consejo Preparatorio. El 16 de agosto de 1925, dieciséis grupos de izquierda se reunieron y acordaron formar un partido político proletario unificado que incluiría a todas las organizaciones laborales con una membresía superior a 100. El Consejo Preparatorio incluyó a las centrales sindicales rivales Sodomei y Hyōgikai.
El Comité de Investigación de la Plataforma y los Estatutos del Consejo Preparatorio del Partido Proletario celebró su primera reunión en septiembre de 1925. En la reunión, se discutieron tres proyectos de propuestas para la plataforma del partido. Dos borradores habían sido redactados por moderados de derecha, mientras que el tercero (presentado por Sano Fumio) representaba la línea comunista. El comité aprobó el borrador de Sano, que enfatizaba que el partido debía basarse en la lucha de clases y no en el reformismo. El Hyōgikai también presentó su borrador para la plataforma del partido, que enumeró varias demandas políticas y económicas. El Sodomei protestó contra las propuestas de Sano y del Hyōgikai. El 29 de noviembre de 1925, el Sodomei se retiró del Consejo Preparatorio, citando que el futuro partido estaría en manos de la extrema izquierda. Al día siguiente, el Hyōgikai declaró su retirada del Consejo Preparatorio.

## Fundación
La conferencia de fundación del partido se celebró el 1 de diciembre de 1925 en el Salón YMCA de Tokio. Treinta y tres organizaciones laborales participaron en la fundación del partido. Sugiyama Motojiro fue elegido presidente del partido y Asanuma Inejirō secretario general. En la plataforma del partido, el partido adoptó en su reunión de fundación demandas como la protección de los derechos de los inquilinos, el reconocimiento de los sindicatos, el seguro social y la reducción del tamaño de las fuerzas armadas.

## Prohibición
Sin embargo, solo dos horas después de que la reunión de fundación concluyera, los líderes elegidos en la conferencia del partido fueron convocados en la Junta de Policía Metropolitana. La policía afirmó que el partido recién fundado tenía una plataforma comunista secreta además de la plataforma oficial del partido. A los líderes del Partido Agrario-Laborista se les presentó una orden judicial del Ministro del Interior para disolver inmediatamente al partido. La parte estaba prohibida bajo la Sección 8, Cláusula 2 de la Ley de Policía de Paz Pública, una ley que permitía al Ministro del Interior prohibir cualquier asociación que se considere que amenaza el orden público y la seguridad.